# Pseudaraeolaimus perplexus
Pseudaraeolaimus perplexus is een rondwormensoort uit de familie van de Diplopeltidae. De wetenschappelijke naam van de soort is voor het eerst geldig gepubliceerd in 1951 door Chitwood.